# سيدة لبنان (رواية)
سيدة لبنان (بالفرنسية: La Châtelaine du Liban) هي رواية مثيرة صدرت عام 1924 للكاتب الفرنسي بيير بينوا.

## الفيلم
حولت الرواية إلى ثلاثة أفلام.
- سيدة لبنان[الإنجليزية]، فيلم صامت أُنتج عام 1926، من إخراج ماركو دي غاستين
- سيدة لبنان[الإنجليزية]، فيلم أُنتج عام 1934، من إخراج جان إبستاين
- البعثة اللبنانية[الإنجليزية]، فيلم أُصدر عام 1956، من إخراج ريتشارد بوتييه.

## فهرس
- Bell, P.M.H. France and Britain, 1900-1940: Entente and Estrangement. Routledge, 2014.
- Goble, Alan. The Complete Index to Literary Sources in Film. Walter de Gruyter, 1999.
- Zeldin, Theodore. A History of French Passions 1848-1945, Volume 2. Clarendon Press, 1993.